# بريان هيكس
بريان هيكس (بالإنجليزية: Bryan Hicks)‏ هو لاعب كرة قدم أمريكية أمريكي، ولد في 24 يناير 1957 في ليك تشارلز في الولايات المتحدة.

## وصلات خارجية
- بريان هيكس على موقع مرجع كرة القدم المحترفة.كوم (الإنجليزية)